# Марш, Фил
Фи́лип Марш (англ. Philip Marsh), более известный как Фил Марш (англ. Phil Marsh; 15 ноября 1986, Сент-Хеленс) — английский футболист, нападающий. Воспитанник футбольной академии «Манчестер Юнайтед». Выступал за клубы «Манчестер Юнайтед», «Блэкпул», «Нортуич Виктория», «Хайд Юнайтед», «Ли Дженисис», «Юнайтед оф Манчестер», «Стейлибридж Селтик», «Форест Грин Роверс», «Херефорд Юнайтед», «Гайзли», «Барроу», «Солфорд Сити», «Аштон Юнайтед», «Кевн Друидс», «Бала Таун», «Олтрингем», «Ранкорн Таун», «Пилкингтон», «Рил», «Дройлсден» и «Клитероу».

## Футбольная карьера
Уроженец Сент-Хеленса (графство Мерсисайд), Марш является воспитанником футбольной академии «Манчестер Юнайтед», за которую выступал с 11 лет. В июле 2003 года подписал ученический контракт с клубом. 14 января 2004 года впервые сыграл на «Олд Траффорд», выйдя на поле домашнего стадиона «Манчестер Юнайтед» в матче Молодёжного кубка Англии против «Манчестер Сити», в котором «Юнайтед» одержал победу. На следующий день он был в машине игрока юношеской команды «Юнайтед» Каллума Флэнагана, который устроил гонки по Каррингтон-лейн против другого игрока юношеской команды клуба Мадса Тимма. «Гонки» завершились серьёзным ДТП, в котором были пострадавшие. Флэнагана и Тимма приговорили к лишению свободы сроком на 12 и 8 месяцев соответственно, а Марш, находившийся на пассажирском сиденье автомобиля Флэнагана, получил перелом левой ноги, трещину лопатки и травму головы. К нему в больницу приезжал капитан «Манчестер Юнайтед» Рой Кин, а после выписки его дома навестил главный тренер клуба сэр Алекс Фергюсон. Марш выбыл на год из-за травм, полученных в аварии.
25 октября 2006 года Марш дебютировал в основном составе «Манчестер Юнайтед» в матче третьего раунда Кубка Футбольной лиги против клуба «Кру Александра». Он вышел в стартовом составе в линии нападения вместе с Аланом Смитом, но после перерыва Алекс Фергюсон поменял его на другого дебютанта Майкла Барнса.
Матч в Кубке Футбольной лиги стал для Марша единственным в основном составе «Манчестер Юнайтед». Он продолжал выступать за резервную команду клуба, но в июне 2007 года покинул «Юнайтед» в качестве свободного агента.
В июле 2007 года был на просмотре в шотландском клубе «Инвернесс Каледониан Тисл», однако контракт ему не предложили. 5 сентября 2007 года Марш подписал контракт с клубом Чемпионшипа «Блэкпул», перед этим успешно пройдя шестинедельный просмотр. В мае 2008 года был отпущен «Блэкпулом» в качестве свободного агента, не сыграв ни одного матча в основном составе.
В июле 2008 Марш проходил просмотр в клубе «Бери». В сентябре того же года стал игроком клуба «Нортуич Виктория» без подписания контракта. 7 сентября 2008 года дебютировал за клуб в матче против «Торки Юнайтед». Позднее в том же месяце перешёл в клуб «Хайд Юнайтед».
22 декабря 2008 года Марш дебютировал за клуб «Ли Дженисис», забив гол в матче Трофея Ланкашира против «Рэдклифф Боро».
19 марта 2009 года перешёл в клуб «Юнайтед оф Манчестер». Он забил гол в своём дебютном матче за клуб, также забивал в матчах Кубка Англии. В июле 2010 года покинул клуб.
Летом 2010 года Марш стал игроком клуба «Стейлибридж Селтик». Дебютировал за клуб 14 августа 2010 года в игре против «Реддитч Юнайтед», отметившись забитым мячом. 6 ноября 2010 года забил 4 гола в матче против «Уэркингтона». 16 ноября сделал «дубль» в матче против «Дройлсдена». 21 февраля 2011 года забил гол в дерби против клуба «Хайд». В сезоне 2010/11 Марш стал лучшим бомбардиром клуба «Стейлибридж Селтик», забив 24 гола во всех турнирах. Следующий сезон Марш также начал хорошо, сделав хет-трик в игре против «Воксхолл Моторс» 29 августа 2011 года.
10 мая 2012 года Марш перешёл в «Форест Грин Роверс», подписав с клубом двухлетний контракт. 14 августа 2012 года дебютировал за клуб в выездной игре против «Телфорд Юнайтед». 5 октября 2012 года отправился в месячную аренду в «Херефорд Юнайтед». 31 января 2013 года «Форест Грин Роверс» объявил о том, что контракт Марша с клубом был расторгнут по соглашению сторон.
Летом 2013 года Марш стал игроком клуба «Гайзли». В январе 2014 года Марш на правах аренды перешёл в «Барроу».
В августе 2014 года перешёл в «Солфорд Сити». 16 августа дебютировал за клуб в матче против «Скарборо Атлетик».
В сентябре 2014 года присоединился к клубу «Аштон Юнайтед».
В декабре 2014 года перешёл в валлийский клуб «Кевн Друидс».
В августе 2016 года перешёл в другой валлийский клуб «Бала Таун».
В сентябре 2016 года перешёл в «Олтрингем». В декабре покинул клуб.
В январе 2017 года стал игроком клуба «Ранкорн Таун».
Затем играл за «Пилкингтон», а в октябре 2017 года стал игроком валлийского клуба «Рил». В мае 2018 года ему пришло SMS-сообщение, что он больше не является игроком клуба «Рил».
29 сентября 2018 года Марш забил победный гол в своём дебютном матче за «Дройлсден» против «Уиднеса». В марте 2019 года стал игроком клуба «Клитероу», выступавшем в Северной Премьер-лиге.
Перед началом сезона 2019/20 Марш вернулся в клуб «Пилкингтон», за который уже выступал в 2017 году. Летом 2020 года стал тренером первой команды, совмещая тренерскую работу с игрой за «Пилкингтон».